# Henrik Širko
Henrik Širko (Sebenico, 23 gennaio 1993) è un cestista croato.

## Palmarès
- Lega Balcanica: 1

Pristina: 2023-24
- Campionato kosovaro: 1

KB Ylli: 2021-22
- Coppa del Kosovo: 1

Peja: 2020